# Huta Partacka
Huta Partacka – wieś w Polsce położona w województwie mazowieckim, w powiecie żyrardowskim, w gminie Puszcza Mariańska.
W skład sołectwa wchodzi Huta Partacka i Niemieryczew.
W latach 1975–1998 miejscowość administracyjnie należała do województwa skierniewickiego.